# ماجد النجراني
ماجد عبد الله النجراني، لاعب كرة قدم سعودي يلعب في نادي الساحل.

## مسيرة اللاعب
لعب مع نادي القادسية ونادي الهلال ونادي الفيحاء ونادي الاتفاق ونادي الخلود ونادي الساحل.

## روابط خارجية
- ماجد النجراني على موقع قاعدة بيانات كرة القدم.إي يو (الإنجليزية)
- ماجد النجراني على موقع Soccerway.com (الإنجليزية)
- ماجد النجراني على موقع كووورة